# Liste des clubs de soccer québécois
Cette liste comprend des clubs de soccer (football) québécois, de niveau professionnel ou amateur. Les clubs amateurs sont classés selon leur association régionale.
La Fédération de soccer du Québec compte en 2015 près 300 clubs de soccer affiliés comprenant près de 250 000 joueurs affiliés.

## Clubs professionnels
- CF Montréal (MLS), auparavant Impact de Montréal

## Clubs semi-professionnels
Ligue1 Québec

### Masculin
- AS Blainville
- FC Gatineau
- CS Longueuil
- CS Mont-Royal Outremont
- Dynamo de Québec
- FC Lanaudière
- CS Fabrose
- CS Saint-Hubert
- CS Monteuil

### Féminin
- CS Monteuil
- Dynamo de Québec
- AS Blainville
- CS Fabrose
- FC Sélect Rive-Sud
- CS Mont-Royal Outremont
- Fc Challenger de Mirabel

## Clubs amateurs
Les clubs sont présentés par association régionale (ARS signifie « association régionale de soccer »). Les équipes mentionnées sous leur club sont celles faisant partie de la Ligue de soccer élite du Québec (calibre AAA le plus haut niveau amateur au Québec).

### ARS Abitibi-Témiscamingue
- Le Club de Soccer de l'Abitibi-Ouest
- Le FC Témis
- Le Barrage d'Amos
- Le Boréal de Rouyn-Noranda
- Le Club de Soccer de la Vallée de l'Or

### ARS Bourassa
- Club de soccer Montréal-Nord
- Association de soccer de Saint-Léonard
  - FC Saint-Léonard
- Association soccer Anjou

### ARS Centre-du-Québec
- Bécancour
- CS Optimum Victoriaville
- CS Dragons Drummondville
- Kingsey Falls
- Les Seigneuries
- Nicolet
- Notre-Dame-du-Bon-Conseil
- Plessisville
- Princeville
- St-Germain
- St-Grégoire
- St-Léonard d'Aston

### ARS Concordia (Montréal)
- AS Notre-Dame-de-Grâce
- Club de soccer Rivière-des-Prairies
- Club de soccer MHM (Mercier-Hochelaga-Maisonneuve)
- Fédération Sportive Salaberry (Ahuntsic-Cartierville)
- Les Braves d'Ahuntsic (Ahuntsic-Cartierville)
- Panellinios CS (Villeray–Saint-Michel–Parc-Extension)
- CS Montréal Centre (fusion des Boucaniers avec l'Association de Soccer Rosemont La Petite Patrie)

- AS St-Michel Pompei
- AS Sud-Ouest de Montréal
- AS Pointe-aux-Trembles
- Montréal City FC
- Homenetmen

### ARS Côte-Nord
- Nordsoc (Sept-Îles)
- AS Baie-Comeau
- Forestville
- AS des Escoumins
- AS Port-Cartier
- AS Havre-St-Pierre

### ARS Est-du-Québec
- AS 3M
- Club Bic
- CS Baie-des-Chaleurs
- CS Cap-Chat
- CS Grande-Vallée
- CS Rocher Percé
- CS Saint-Pascal
- Club Dégelis
- FC Trois-Pistoles
- Club Gaspé
- Club Haute-Gaspésie
- Club Rimouski Fury
- Club Rivière-du-Loup
- Club Saint-Anaclet
- Club Sainte-Luce
- CS Blizzard d'Amqui

### ARS Estrie
- Éclipse de Coaticook-Compton
- Magnum de Danville-Asbestos
- Dribbleurs du Haut-St-François
- Mistral de Sherbrooke
- AS Memphré de Magog
- Galaxiede la Région de Mégantic
- Celtic de Richmond
- Phénix de Stoke
- Nitro de Windsor

### ARS Lac-Saint-Louis (Montréal)
- Dorval SC (Tigers)
- Lakeshore SC
- Dollard SC
- AS LaSalle
- CS Mont-Royal-Outremont
- Lachine SC
- ASA Pointe-Claire
- FC Trois-Lacs
- CS Pierrefonds
- St-Laurent
- Île-Bizard
- Verdun
- CS Hudson St-Lazare
- Westmount SC

### ARS Lanaudière
- AS Berthier
- Club de soccer Lanaudière-Nord
- Club de soccer l’Union Lanaudière Sud
- CS Repentigny (Olympiques)
- CS Terrebonne
- AS Mascouche
- CS de L'Assomption (Arsenal)
- AS Laser de Joliette
- CS Laplaine
- CS Lavaltrie
- AS Stars (Rawdon, St-Alphonse-Rodriguez, St-Côme)
- Nouvelle-Acadie
- Ste-Julienne
- St-Félix-de-Valois
- CS St-Gabriel-de-Brandon
- CS St-Roch-de-l'Achigan

### ARS des Laurentides
- Revolution FC (né de la fusion[1] des clubs de soccer FC Boisbriand, CS Shamrocks de Deux-Montagnes, CS Saint-Eustache et AS Phénix de Saint-Joseph-du-Lac)
- FC Challenger (Mirabel)
- AS Blainville
- FC LORO Club Soccer Lorraine-Rosemère
- CS Bois-des-Filion (Titans)
- CS Ste-Thérèse
- CS Sainte-Anne-Des-Plaines
- CS Saint-Jérôme
- FC Boréal
- FC Morin-Heights
- CS Lachute
- CS Mont-Tremblant
- FC Mont-Laurier
- CS Ste-Sophie

### ARS Laval
- CS Centre-Sud
- CS Chomedey
- CS Delta
- AS Étoiles de l'Est
- CS Fabrose
- CS Monteuil

### ARS Mauricie
- AS de Saint-Étienne-des-Grès
- AS les Rafales de Yamachiche
- CS les Rebelles de l'Est (Trois-Rivières)
- CS Énergie Centre-Mauricie (Shawinigan)
- CS de Trois-Rivières
- FC des Chenaux (Trois-Rivières)
- CS les Terreurs du Nord (La Tuque)
- Soccer mineur mixte de la région de Louiseville
- CS les Chevaliers de Notre-Dame-du-Mont-Carmel
- Association de soccer de Saint-Barnabé (4 à 8 ans)

### ARS de l'Outaouais
- FC Outaouais (club régional)

- AS Gatineau
- FC Gatineau (anciennement AS Hull)
- CS Aylmer
- CS des Collines (fusion Val-des-Monts, Cantley, La Pêche, Chelsea)
- FC des Vallées (fusion Buckingham & Masson-Angers)
- FC Petite-Nation (Plaisance, Ripon, Thurso, St-André Avellin, Papineauville, Étoile du Nord)
- Soccer Vallée de la Gatineau
- Club de soccer du Pontiac
- Club de soccer de Gatineau Ouest (CSGO; adulte récréatif)

### ARS Québec
32 clubs de soccer font partie de l'ARS Québec. En voici quelques-uns:
- Dynamo de Québec (ancien club régional, remplacé par les clubs locaux dans les compétitions provinciales)

- Association de soccer de Beauport
  - Royal Select de Beauport
- Association de soccer de Charlesbourg
  - Kodiak Charlesbourg
- Soccer CRSA (Cap-Rouge et Saint-Augustin-de-Desmaures)
  - Olympique CRSA
- Soccer Québec Centre
  - Impact Junior
- Association de soccer Chaudière-Est (Les Chutes-de-la-Chaudière-Est)
  - Armada

- CS des Rivières de Québec (Les Rivières)
  - Phénix
- Association de Soccer Chaudière-Ouest (Les Chutes-de-la-Chaudière-Ouest)
  - Rapides
- Association de soccer de Sainte-Foy–Sillery
  - Caravelles de Sainte-Foy
- Association de Soccer de Pointe-Lévy

Chevaliers
- Association de soccer de St-Étienne
- FC Trois-Rivières (Trois-Rivières)
- Lac-Beauport

Tourbillons

### ARS Richelieu-Yamaska
- Cosmos de Granby
  - Cosmos de Granby
- CS Vallée-du-Richelieu (Belœil, Mont-Saint-Hilaire, Mcmasterville, Otterburn Park, Saint-Mathieu-de-Beloeil)
  - Dragons du CSVR
- AS Chambly (regroupe l'Arsenal de Chambly, l'Association de soccer Carignanoise, Soccer St-Mathias, AS Richelieu-Bonsecours)
  - Arsenal de Chambly
- FC Saint-Hyacinthe
- CS Bas-Richelieu (CSBR)
- Club de soccer de Cowansville (CSC)
- CS Dunham
- Lac Brome SC
- Soccer Sutton
- CS Bromont
- ASM Acton-Vale

### ARS Rive-Sud
- AS Montis (fusion[2] entre FC Mont-Bruno et CS Sainte-Julie)
- AS Varennes/Saint-Amable
  - Le FuZion de Varennes/Saint-Amable (anciennement Blitz de Varennes)
- CS Boucherville
  - L'Express de Boucherville
- AS Brossard
  - FC Brossard

- CS La Prairie
- CS Longueuil
- CS Candiac
  - Le Dynamo de Candiac
- CS Roussillon (Saint-Constant)
  - Les Rapides du Roussillon

- CS Haut-Richelieu (Saint-Jean-sur-Richelieu)
  - Le Celtix du Haut-Richelieu

- CS Greenfield Park
  - Les Cobras de Greenfield Park
- CS Saint-Hubert
  - Le Spatial de Saint-Hubert
- AS Varennes
- AS Saint-Lambert

### ARS Saguenay-Lac-St-Jean
- Boréal d'Alma
- Saguenay (Jonquière, Chicoutimi, Shipshaw, La Baie)

### ARS Sud-Ouest
- Beauharnois
- Châteauguay
- St-Stanislas de Kostka
- Soulanges
- Mercier
- Howick-Ste-Martine
- Ormstown
- Valleyfield
- Kajnawake